# Paper carbó

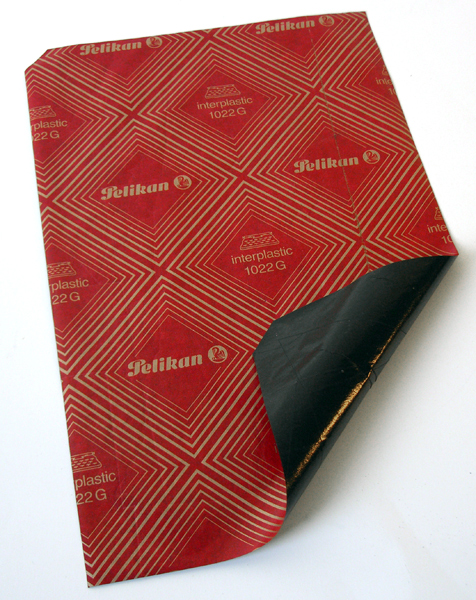
Full de paper de calc.

El  paper carbó  (també anomenat en alguns països  paper calc ) és una làmina que permet fer còpies simultàniament en utilitzar màquines d'escriure, impressores d'impacte o simplement escriptura a mà.
Aquest mètode de còpia - inventat a finals del segle xix per Pellegrino Turri - porta impregnat tinta, cera o carbó (d'aquí el nom  paper carbó ) per una de les seves cares, la que es traspassa a un nou full sota la pressió que exerceix la màquina d'escriure, el llapis o el bolígraf en col·locar el paper de calc entre el full original i el full on es farà la còpia. No és útil per realitzar massa còpies, atès que la pressió es va atenuant a mesura que s'augmenta el seu nombre.
No obstant això, cal assenyalar que el seu origen no està, ni de bon tros, dilucidat del tot: al voltant de 1592, l'escriptor llerenense Luis Zapata de Chaves i Portocarrero escrivia en el seu miscel·lània coneguda com a  Varia història : "Invención de agora es traer tinta en polvo, que se puede llevar secreta en un lienzo o en un papel sin derramarse, que son un poco pardos, y, echándolos en un plato o en cualquier vaso y encima una poca de agua, se tornan tinta negra y fina. Escríbese, también, con zumo de un limón en papel, que queda, como antes, tan blanco, y, en llegándolo al fuego, se parecen las letras claras. También se tray, en el seno, un papel negro que, sin pluma ni tinta, se escribe con un palillo puesto debajo en papel blanco" (cap. 188, "De invenciones nuevas"), la qual cosa constitueix un antecedent molt previ a la invenció decimonònica del paper carbó.
En anglès, a la còpia creada se l'anomena carbon copy (còpia de carbó). En l'actualitat es continua fent servir aquesta denominació en els sistemes de correu electrònic a l'assenyalar amb les sigles  "CC"  que es tracta d'una còpia d'un original.